# John Conlee
John Conlee est un chanteur américain de musique country né le 11 août 1946 à Versailles, dans le Kentucky.

## Biographie
John Conlee grandit dans une ferme du Kentucky. Il commence à chanter et à jouer de la guitare à l'âge de 10 ans puis intègre un groupe de barbershop en tant que ténor. En 1971, il a déménagé à Nashville, Tennessee, dans le but de poursuivre une carrière musicale. Il signe chez ABC Records en 1976. Conlee classe un de ses titres pour la première fois en 1978 avec "Rose Colored Glasses", qui atteint la 5e place du Billboard Hot Country Singles (maintenant Hot Country Songs). Ce premier extrait de son premier album sera suivi des titres "Lady Lay Down" et "Backside of Thirty".
À la suite de la fusion de ABC avec MCA Records, il sort son deuxième album en 1979 chez MCA. Ses singles "Before My Time" et "Baby, You're Something" atteignent respectivement la deuxième et la septième place du classement. Conlee devient membre du Grand Ole Opry en 1981,.
John Conlee sort un nouvel album en 1982 avec pour premier single "Busted", du même nom que l'album. Le dernier single "Common Man" renoue avec la première place du classement en 1983. L'artiste comptera encore trois numéro 1 sur l'album In My Eyes : "I'm Only in It for the Love", coécrit avec Kix Brooks, "In My Eyes" et "As Long as I'm Rockin' with You". MCA sort une compilation de ses meilleures chansons en 1983.
Blue Highway, son dernier album studio chez MCA sort en 1984 et produit un titre qui atteint la deuxième place ; "Years After You". John Conlee passe ensuite chez Columbia Records où il sort l'album Harmony en 1986 et American Faces en 1987. Conlee a ensuite rejoint 16e Avenue Records et a sorti l'album Fellow Travelers en 1989.

## Discographie

### Albums
| Année | Album                     | Meilleure position | Meilleure position | Label       |
| Année | Album                     | US Country         | CAN Country        | Label       |
| ----- | ------------------------- | ------------------ | ------------------ | ----------- |
| 1978  | Rose Colored Glasses      | 11                 | 3                  | ABC         |
| 1979  | Forever                   | 20                 | —                  | MCA         |
| 1980  | Friday Night Blues        | 16                 | 11                 | MCA         |
| 1981  | With Love                 | 22                 | —                  | MCA         |
| 1982  | Busted                    | 21                 | —                  | MCA         |
| 1983  | In My Eyes                | 9                  | —                  | MCA         |
| 1984  | Blue Highway              | 14                 | —                  | MCA         |
| 1986  | Harmony                   | 9                  | —                  | Columbia    |
| 1987  | American Faces            | 16                 | —                  | Columbia    |
| 1989  | Fellow Travelers          | 60                 | —                  | 16th Avenue |
| 2004  | Turn Your Eyes Upon Jesus | —                  | —                  | RCR         |

### Compilation albums
| Année | Album                     | Meilleure position | Meilleure position | Certifications | Certifications | Label       |
| Année | Album                     | US Country         | US                 | US             | CAN            | Label       |
| ----- | ------------------------- | ------------------ | ------------------ | -------------- | -------------- | ----------- |
| 1983  | Greatest Hits             | 17                 | 166                | Or             | Or             | MCA         |
| 1985  | Greatest Hits Volume 2    | 33                 | —                  | —              | —              | MCA         |
| 1986  | Songs for the Working Man | —                  | —                  | —              | —              | MCA         |
| 1986  | Conlee Country            | —                  | —                  | —              | —              | MCA         |
| 1987  | 20 Greatest Hits          | —                  | —                  | —              | —              | MCA         |
| 1999  | Live at Billy Bob's Texas | —                  | —                  | —              | —              | Smith Music |
| 2000  | Classics                  | —                  | —                  | —              | —              | RCR         |
| 2015  | Classics 2                | —                  | —                  | —              | —              | RCR         |

### Singles
| Année                                         | Single                                 | Meilleure position | Meilleure position | Album                  |
| Année                                         | Single                                 | US Country         | CAN Country        | Album                  |
| --------------------------------------------- | -------------------------------------- | ------------------ | ------------------ | ---------------------- |
| 1978                                          | "Rose Colored Glasses"                 | 5                  | 6                  | Rose Colored Glasses   |
| 1978                                          | "Lady Lay Down"                        | 1                  | 2                  | Rose Colored Glasses   |
| 1979                                          | "Backside of Thirty"                   | 1                  | 5                  | Rose Colored Glasses   |
| 1979                                          | "Before My Time"                       | 2                  | 1                  | Forever                |
| 1980                                          | "Baby, You're Something"               | 7                  | 7                  | Forever                |
| 1980                                          | "Friday Night Blues"                   | 2                  | 3                  | Friday Night Blues     |
| 1980                                          | "She Can't Say That Anymore"           | 2                  | 11                 | Friday Night Blues     |
| 1981                                          | "What I Had with You"                  | 12                 | 15                 | Friday Night Blues     |
| 1981                                          | "Could You Love Me (One More Time)"    | 26                 | 37                 | With Love              |
| 1981                                          | "Miss Emily's Picture"                 | 2                  | 7                  | With Love              |
| 1982                                          | "Busted"                               | 6                  | 5                  | Busted                 |
| 1982                                          | "Nothing Behind You, Nothing in Sight" | 26                 | 36                 | Busted                 |
| 1982                                          | "I Don't Remember Loving You"          | 10                 | 3                  | Busted                 |
| 1983                                          | "Common Man"                           | 1                  | 1                  | Busted                 |
| 1983                                          | "I'm Only in It for the Love"          | 1                  | 2                  | In My Eyes             |
| 1983                                          | "In My Eyes"                           | 1                  | 2                  | In My Eyes             |
| 1984                                          | "As Long as I'm Rockin' with You"      | 1                  | 1                  | In My Eyes             |
| 1984                                          | "Way Back"                             | 4                  | 2                  | In My Eyes             |
| 1984                                          | "Years After You"                      | 2                  | 2                  | Blue Highway           |
| 1985                                          | "Working Man"                          | 7                  | 6                  | Blue Highway           |
| 1985                                          | "Blue Highway"                         | 15                 | 13                 | Blue Highway           |
| 1985                                          | "Old School"                           | 5                  | 6                  | Greatest Hits Volume 2 |
| 1986                                          | "Harmony"                              | 10                 | 19                 | Harmony                |
| 1986                                          | "Got My Heart Set on You"              | 1                  | 1                  | Harmony                |
| 1986                                          | "The Carpenter"                        | 6                  | 1                  | Harmony                |
| 1987                                          | "Domestic Life"                        | 4                  | 5                  | American Faces         |
| 1987                                          | "Mama's Rockin' Chair"                 | 11                 | 7                  | American Faces         |
| 1987                                          | "Living Like There's No Tomorrow"      | 55                 | —                  | American Faces         |
| 1988                                          | "Hit the Ground Runnin'"               | 43                 | —                  | Fellow Travelers       |
| 1989                                          | "Fellow Travelers"                     | 48                 | 54                 | Fellow Travelers       |
| 1989                                          | "Hopelessly Yours"                     | 67                 | —                  | Fellow Travelers       |
| 1990                                          | "Don't Get Me Started"                 | —                  | —                  | Fellow Travelers       |
| 1990                                          | "Doghouse"                             | 61                 | —                  | NC                     |
| "—" signifie que ce titre ne s'est pas classé |                                        |                    |                    |                        |